# Предотвращение выполнения данных
Предотвращение выполнения данных (англ. Dáta Execútion Prevéntion, DEP) — функция безопасности, встроенная в Linux, Mac OS X, Android и Windows, которая не позволяет приложению исполнять код из области памяти, помеченной как «только для данных». Она позволит предотвратить некоторые атаки, которые, например, сохраняют код в такой области с помощью переполнения буфера.
DEP работает в 2-х режимах:
- аппаратном, для процессоров, которые могут помечать страницы как «не для исполнения кода».
- программном, для остальных процессоров.

Эта функция впервые появилась во 2-м пакете обновлений для Windows XP.
Для Linux — в версии ядра 2.6.8 в августе 2004 года.

## Android
Данная функция появилась начиная с версии Android 4.1 Jelly Bean.